# تابع درست‌نمایی
در آمار، تابع درست‌نمایی (که اغلب برای سادگی درست‌نمایی خوانده می‌شود) تابعی از پارامترهای مدل آماری است که نقش کلیدی در آمار استنباطی ایفا می‌کند. تابع درست‌نمایی برابر است با احتمال آنکه به ازای مقادیری معین برای تعدادی پارامترهای آماری، نتایج مشاهده شده حاصل شود. به زبان ریاضی، اگر X مجموعه‌ای از داده‌های مشاهده شده و {\displaystyle \Theta } مجموعه‌ای از پارامترها باشد، آنگاه احتمال شرطی {\displaystyle P(X|\Theta )} را می‌توان {\displaystyle L(X|\Theta )}، احتمال درستی {\displaystyle \Theta } براساس {\displaystyle X} دانست. حال اگر {\displaystyle X} ثابت نگه داشته شود و {\displaystyle \Theta } تغییر داده شود، به وضوح می‌توان دید که {\displaystyle L(X|\Theta )} تابعی از {\displaystyle \Theta } است.
در نوشته‌های غیررسمی اغلب احتمال شرطی (possibility) با درست نمایی (likelihood) به جای همدیگر استفاده می‌گردد؛ ولی در ریاضی در حقیقت تفاوت آن‌ها به تفاوت در نتیجه (outcome) در مقابل پارامترها می‌باشد. در حقیقت می‌توان این دو را این‌گونه بیان کرد:
احتمال برای قبل از داشتن داده‌ها به کار برده می‌شود، برای توضیح پیش‌بینی‌های ممکن آتی به شرط داشتن پارامترهای ثابت.
درست نمایی برای بعد از داشتن داده‌ها به کار برده می‌شود، برای توضیح تابعی از پارامترها به شرط داشتن خروجی.

## تعریف
اگر {\displaystyle X} یک متغیر تصادفی گسسته با تابع جرم احتمال {\displaystyle p} باشد به شکلی که {\displaystyle p} به پارامتر {\displaystyle \theta } وابسته باشد، آنگاه تابع جرم احتمال با ثابت نگاه داشتن {\displaystyle x} یک تابع از {\displaystyle \theta } می‌شود، این تابع را درست نمایی می‌نامیم:
{\displaystyle {\mathcal {L}}(\theta \mid x)=p_{\theta }(x)=P_{\theta }(X=x).}